# USS Gwin (DD-71)
USS Gwin (DD-71) là một tàu khu trục của Hải quân Hoa Kỳ thuộc lớp Caldwell được chế tạo trong giai đoạn Chiến tranh Thế giới thứ nhất, nó là chiếc tàu chiến thứ hai của Hải quân Mỹ được đặt tên theo Thiếu tá Hải quân William Gwin (1832–1863).
Gwin được hạ thủy vào ngày 22 tháng 12 năm 1917 tại xưởng tàu Seattle Construction & Drydock Company ở Seattle, Washington, được đỡ đầu bởi Bà James S. Woods; và được đưa ra hoạt động tại Puget Sound vào ngày 18 tháng 3 năm 1920 dưới quyền chỉ huy của Hạm trưởng, Thiếu tá H. H. Bousen.

## Lịch sử hoạt động
Gwin rời Puget Sound ngày 26 tháng 4, ghé qua các cảng ở California, rồi đi qua kênh đào Panama hướng đến Newport, Rhode Island, đến nơi vào ngày 2 tháng 6. Nó tham gia các hoạt động dọc theo bờ Đông Hoa Kỳ đến tận Charleston, South Carolina về phía Nam.
Gwin được cho ngừng hoạt động tại Xưởng hải quân Philadelphia vào ngày 28 tháng 6 năm 1922. Nó bị bỏ không tại Philadelphia cho đến khi tên nó được rút khỏi danh sách Đăng bạ Hải quân vào ngày 25 tháng 1 năm 1937. Lườn tàu được bán cho hãng Union Shipbuilding Company ở Baltimore, Maryland vào ngày 16 tháng 3 năm 1939 để tháo dỡ.